# Davor Nađi
Davor Nađi (Zagreb, 30. listopada 1989.), hrvatski političar i ekonomist. Osnivač je i trenutačni predsjednik liberalne političke stranke Fokus.
Bio je dogradonačelnik grada Svete Nedelje te zastupnik desetog saziva Hrvatskog sabora kao predsjednik Fokusa.

## Život i karijera
Rođen je 31. listopada 1989. u Zagrebu. Magistrirao je ekonomiju završivši Ekonomski fakultet u Zagrebu.
Nakon rada u IT sektoru, postao je dogradonačelnikom Svete Nedelje.

### Osnivanje Fokusa
Uoči hrvatskih parlamentarnih izbora 2020. koji su se održali u srpnju, osnovao je 7. ožujka 2020. centrističku liberalnu stranku Fokus. U desetom sazivu Hrvatskog sabora s Fokusom je osvojio jedan mandat i postao zastupnikom Hrvatskog sabora.

### Parlamentarni izbori 2024.
U ožujku 2024., uoči parlamentarnih izbora raspisanih za 17. travnja, kao predsjednik Fokusa stupa u koaliciju s Damirom Vanđelićem, predsjednikom novoosnovane liberalne centrističke stranke Republika i premijerskim kandidatom te koalicije. Na izborima je koalicija osvojila jedan mandat, no 24. kolovoza 2024. stranku je napustio Dario Zurovec čime Fokus prestaje biti parlamentarna stranka.